# Muestreo por conglomerados

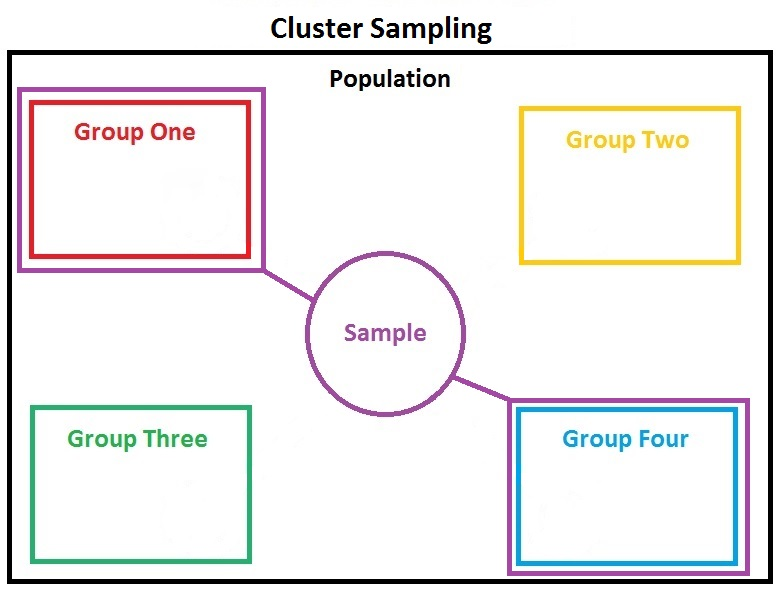
Muestreo por conglomerados

En estadística, el muestreo por conglomerados es una técnica de muestreo utilizada cuando hay agrupamientos «naturales» relativamente homogéneos  en una población estadística. A menudo se utiliza en la investigación de mercados. En esta técnica, la población total se divide en estos grupos (o clusters) y una muestra aleatoria simple se selecciona de los grupos. A continuación, la información requerida se obtiene de una muestra aleatoria simple de los elementos dentro de cada grupo seleccionado y una submuestra de elementos se puede seleccionar dentro de cada uno de estos grupos. Una motivación común para el muestreo por conglomerados es reducir el número total de entrevistas, y sus costes, dada la precisión deseada. Suponiendo un tamaño de muestra fijo, la técnica ofrece resultados más precisos cuando la mayoría de la variación en la población es dentro de los grupos y no entre ellos.

## Elementos de conglomerado
La población dentro de un grupo idealmente sería ser tan heterogénea a como sea posible, pero  debería existir homogeneidad entre conglomerados. Cada grupo debe ser una representación a pequeña escala de la población total. Los grupos deben ser mutuamente excluyentes y colectivamente exhaustivos. Una técnica de muestreo aleatorio se utiliza entonces en los clústeres pertinentes para elegir qué grupos incluir en el estudio. En el muestreo por conglomerados en una sola etapa, se utilizan todos los elementos de cada uno de los grupos seleccionados. En el muestreo por conglomerados en dos etapas, una técnica de muestreo aleatorio se aplica a los elementos de cada uno de los grupos seleccionados.
La principal diferencia entre el muestreo por grupos y el muestreo estratificado es que en el muestreo por conglomerados el grupo se trata como la unidad de muestreo, de modo que el muestreo se realiza en una población de racimos (al menos en la primera etapa). En el muestreo estratificado, el muestreo se realiza en elementos dentro de cada estrato. En el muestreo estratificado, se toma una muestra aleatoria de cada uno de los estratos, mientras que en el muestreo por conglomerados sólo se toman muestras de los grupos seleccionados. Una motivación común del muestreo por conglomerados es reducir los costos aumentando la eficiencia del muestreo. Esto contrasta con el muestreo estratificado en el que la motivación es aumentar la precisión.
También hay muestreo de grupos de etapas múltiples, donde al menos dos etapas se toman en la selección de elementos de los grupos.

## Cuando los conglomerados son de diferentes tamaños
Sin modificar el parámetro estimado, el muestreo de conglomerados es insesgado cuando los conglomerados son aproximadamente del mismo tamaño. En este caso, el parámetro se calcula combinando todos los clústeres seleccionados. Cuando los grupos son de diferentes tamaños, se utiliza probabilidad proporcional al tamaño de muestreo. En este plan de muestreo, la probabilidad de seleccionar un grupo es proporcional a su tamaño, de modo que un gran grupo tiene una mayor probabilidad de selección que un pequeño grupo. Sin embargo, cuando se seleccionan grupos con una probabilidad proporcional al tamaño, se debe llevar a cabo el mismo número de entrevistas en cada grupo muestreado para que cada unidad muestreada tenga la misma probabilidad de selección.

## Aplicaciones del muestreo por conglomerados
Un ejemplo de muestreo por conglomerados es el muestreo por área o el muestreo geográfico por grupos . Cada grupo es un área geográfica. Debido a que una población geográficamente dispersa puede ser costosa de estudiar, se puede lograr una mayor economía que el muestreo aleatorio simple agrupando varios encuestados dentro de un área local en un grupo. Por lo general, es necesario aumentar el tamaño total de la muestra para lograr una precisión equivalente en los estimadores, pero el ahorro en los costos puede hacer posible un aumento en el tamaño de la muestra.
El muestreo por conglomerados se usa para estimar mortalidades altas en casos como guerras, hambrunas y desastres naturales.